# مصلى جثسيماني
مصلى جثسيماني (الأرمينية: Գեթսեմանի Մատուռ، جيتانيماني ماتور) كنيسة رسولية أرمنية صغيرة في منطقة شاهار التاريخية في يريفان بأرمينيا، والتي دمرت خلال عشرينيات القرن العشرين لإفساح المجال لبناء مسرح أوبرا يريفان على ما هو معروف اليوم كشارع تومانيان.
بنيت كنيسة جثسيماني بنهاية القرن السابع عشر، لتحل محل بازيليكا مقببة من القرن الثالث عشر دمرت خلال زلزال 1679. ومع ذلك، فإن مصلى جثسيماني كان لديه شكل من البازيليك ذات الكنيسة الواحدة بدون قبة. كانت تحيط بها مقبرة يريفان القديمة.
تم تجديده بالكامل في عام 1901 من خلال التبرع من عائلة مليك - أغاماليان الأثرياء الأثرياء. في نهاية المطاف تم تدمير كنيسة صغيرة في 1920.